# Joël Aïvo
Pour les articles homonymes, voir Aïvo.
Joël Aïvo, de son vrai nom Frédéric Joël Aïvo, né le 18 juillet 1973 à Porto-Novo, est un constitutionnaliste, professeur des universités et homme politique béninois. Il est surnommé « Le Professeur » au Bénin.
Doyen de la Faculté de droit et de science politique de l'Université d'Abomey-Calavi entre 2016 et 2019, il est actuellement Professeur titulaire de droit public. Président de l’Association béninoise de droit constitutionnel (ABDC) depuis sa création en 2009, il annonce le 29 février 2020 mettre un terme à ses onze ans de présidence pour « scruter d'autres horizons ».
En 2021, sa candidature à l'élection présidentielle a été rejetée par la CENA (Commission électorale nationale autonome du Bénin).

## Biographie

### Situation personnelle et formation
Frédéric Joël Aïvo est né et a grandi à Porto-Novo, ville dont sont originaires ses parents. Son père est Déhoumon Houessou Aïvo alias « Baba Yabo », chauffeur au Lycée des jeunes filles Toffa 1er, connu ensuite comme humoriste, comédien populaire et fondateur de la troupe théâtrale Towakonou. Sa mère est vendeuse de poissons fumés dans un marché du vieux Porto-Novo. Frédéric Joël Aïvo est marié et père de deux enfants.
Après l'obtention en 1995 d'un baccalauréat série A1 (Baccalauréat littéraire), il entame des études de droit à l'Université d'Abomey-Calavi. À partir de 2001, il les poursuit en France, à Grenoble et Lyon. En 2002, il obtient un DEA de « Droit public » à l'Université Pierre Mendès-France Grenoble 2 et un DESS « Politiques et Stratégies d'Action Publique Internationale » à l'Université Jean Moulin Lyon 3. En 2006, il devient docteur en droit des Universités Jean-Moulin Lyon 3 et d'Abomey-Calavi avec les félicitations du jury en soutenant sa thèse Le Président de la République en Afrique noire francophone. Essai sur les évolutions institutionnelles de la fonction au Bénin, au Cameroun, au Gabon et au Togo, sous la direction des Professeurs Pascal Chaigneau et Théodore Holo (ancien président de la Cour constitutionnelle du Bénin              ).

### Parcours politique et militant
Lors de ses études à l'université d'Abomey-Calavi à la fin des années 1990, Frédéric Joël Aïvo devient président de la Fédération estudiantine du parti Notre Cause Commune (NCC), l'un des partis ayant animé la vie politique béninoise dans les années 1990.
Une fois docteur en droit, il met entre parenthèses son parcours universitaire. De 2006 à 2011, il est le directeur de cabinet et le porte-parole d'Adrien Houngbédji, ancien Premier ministre, candidat à la présidence de la République et président de trois législatures de l'Assemblée nationale du Bénin. Frédéric Joël Aïvo décide ensuite de se libérer de tout engagement politique pour rejoindre le combat des idées par l'engagement intellectuel, en tant qu'universitaire.

### Parcours d'universitaire
En 2011, il est reçu troisième au palmarès du Concours d'agrégation, section droit public, du CAMES (Conseil africain et malgache pour l'enseignement supérieur). Dès lors agrégé des facultés de droit, il accède au grade de Professeur titulaire de droit public à l'Université d'Abomey-Calavi, poste qu'il occupe encore aujourd'hui,. En janvier 2016, il est élu par ses pairs et devient le plus jeune Doyen de la Faculté de droit et de science politique de l'Université de 2016 à 2019. Depuis octobre 2012, il dirige le Centre de Droit Constitutionnel de la Faculté, trois ans après avoir été nommé président de l’Association béninoise de droit constitutionnel (ABDC).
En qualité d'universitaire, il publie des articles dans des revues spécialisées et écrit ou participe à la rédaction de plusieurs ouvrages en lien avec le droit public, dans des maisons d'édition européennes et africaines. En 2006, il publie son premier livre, Le Juge constitutionnel et l’État de droit en Afrique. L'exemple du modèle béninois, chez L'Harmattan. Sa thèse est publiée sous forme d'essai un an plus tard. En 2019, il codirige un ouvrage sur les Enjeux économiques et environnementaux des maîtrises foncières en Afrique, avant de consacrer sa dernière publication aux questions des droits de l'homme et de la démocratie en l'honneur de l'ancien président de la Cour constitutionnelle du Bénin et professeur des universités Robert Dossou, L'Amphithéâtre et le Prétoire. Au service des droits de l'homme et de la démocratie. Depuis 2016, il est membre du Comité scientifique de la revue Afrique contemporaine.
Ses travaux portent en particulier sur le droit et le contentieux constitutionnels, le droit électoral et parlementaire et le droit international. Ces branches du droit public, le Professeur Aïvo est régulièrement amené à les enseigner dans des universités étrangères en tant que professeur invité, à Libreville (Gabon), Brazzaville (République du Congo), Ouagadougou (Burkina Faso), Saint-Louis (Sénégal) Ngaoundéré (Cameroun)ou bien encore Lyon (France).
Depuis 2009, il a organisé ou participé à une trentaine de colloques. Parmi les thématiques abordées lors ces interventions publiques, l'on peut citer : « Élections et stabilité en Afrique de l'Ouest » (Praia, Cap-Vert, mai 2011), « Quel service public de la justice en Afrique ? » (Bordeaux, France, octobre 2012), « La Cour africaine des droits de l'homme et des peuples » (Abidjan, Côte d'Ivoire, mai 2013), « Justice et État de droit » (Dakar, Sénégal, octobre 2014), « Alternances politiques en Afrique : défis démocratiques et enjeux constitutionnels » (Ouagadougou, Burkina Faso, mars 2016), « Francophonie et conflits » (Ottawa, Canada, octobre 2016). Le dernier colloque en date, avant la pandémie de Covid-19, a eu lieu les 28 et 29 février 2020 à Cotonou sur « La Conférence nationale des forces vives du Bénin : 30 ans après » - acte fondateur du renouveau démocratique au Bénin, pour l'héritage duquel le Professeur revendique régulièrement son attachement,,.
Par ailleurs, soucieux d'élargir la transmission du savoir au-delà des cercles spécialisés, il anime des conférences auprès de la société civile et de gouvernements et s'attache à vulgariser les questions de droit auprès du grand public. En ce sens, il participe régulièrement à des émissions et s'exprime sur les réseaux sociaux et dans les journaux sur des questions politiques ou d'actualité,,,.
À ces activités scientifiques, académiques et pédagogiques, s'ajoutent en outre des activités de conseil.

### Parcours d'expert constitutionnel
Le Professeur Aïvo est expert constitutionnel auprès de plusieurs organisations internationales. Les activités de conseil qui le mènent à parcourir le monde portent principalement sur l'assistance technique dans la rédaction et la révision consensuelle des constitutions ; l'appui aux institutions de la République, aux juridictions constitutionnelles et à la société civile ; le renforcement des processus électoraux dans le cadre de missions exploratoires des situations politiques. Homme de médiation, il est également sollicité pour la consolidation de la démocratie et de l’État de droit.
De janvier 2015 à février 2016, il est mandaté par les Nations Unies en République centrafricaine comme expert constitutionnel. Il a pour mission d'apporter un appui juridique à la MINUSCA et aux instances internationales (G5 Sahel, G8, Forum Humanitaire…) sur le processus constitutionnel pendant la période de transition. Il conseille les institutions politiques de l’État dans l'élaboration de la Constitution de la République centrafricaine de 2015 et des textes de loi. Chargé d'évaluer les besoins de reconstruction de l’État, il contribue enfin au règlement du contentieux électoral qui secoue alors le pays.
D'autres missions d'expertise juridique et technique à l'international suivent. En 2016, en République Démocratique du Congo, il conseille le Médiateur de l'Union africaine pour la bonne conduite du Dialogue politique national inclusif. La même année, il est expert constitutionnel au Burkina Faso pour analyser la situation post-électorale, avant de se rendre en République d'Haïti comme observateur des élections présidentielle et législatives.
À partir de 2017, il devient expert de l'Organisation internationale de la Francophonie. Dans ce cadre, il multiplie les missions dans plusieurs Parlements du monde comme formateur des parlementaires sur les questions de la paix, de la stabilité des États et de la démocratie : en 2017 à Phnom Penh (Cambodge) et en République centrafricaine ; en 2018 à Tananarive (Madagascar), à Bruxelles (Belgique), à Luxembourg-Ville (Luxembourg) et à Brazzaville (République du Congo) ; en 2019 à Niamey (Niger) et à Kigali (Rwanda),.
En juillet 2018, il est nommé par les instances de la CEDEAO pour siéger dans le groupe des trois experts juristes que l'organisation sous-régionale a chargé d'étudier la question des implications juridiques de son élargissement.
Dans son propre pays, le Bénin, le Professeur Aïvo participe également à la vie publique par son expertise. En 2011, il est membre de la Commission Joseph Gnonlonfoun chargée de l'élaboration des avant-projets de lois dans le cadre des réformes politiques et institutionnelles,. En 2016, il est rapporteur général de la Commission Joseph Djogbenou chargée de faire des propositions en vue de la révision de la Constitution, de la Charte des partis politiques et du Code électoral,,.

## Prises de position
Depuis son apparition sur la scène publique béninoise en 2006, Frédéric Joël Aïvo est resté présent dans les médias pour défendre ce qu'il considère être les principes démocratiques : le respect de la Constitution, les droits de l'homme, la justice, l'équité sociale et la redistribution des richesses nationales, l'intérêt général et la dignité du peuple souverain,,,. Il milite également pour que les décisions politiques soient prises sur la base du consensus, principe à valeur constitutionnelle au Bénin.
Ne se réclamant d'aucun parti, revendiquant son indépendance, il prend à plusieurs reprises position contre les gouvernements successifs de Thomas Boni Yayi et de Patrice Talon,. Mais c'est face à la présidence de Patrice Talon, arrivé au pouvoir en avril 2016, que la doctrine politique de l'universitaire s'est davantage révélée.
Sous Patrice Talon, dès l'été 2016, il s'oppose à la révision de la Constitution,,.
Au moment des élections législatives du 28 avril 2019, il dénonce l'exclusion du scrutin des partis politiques de l'opposition, une première depuis 1991 et l'ère du renouveau démocratique. En effet, seuls deux partis apparentés au pouvoir en place ont été autorisés par la Commission électorale nationale autonome à présenter leurs listes. En mai 2019, le Professeur Aïvo se désolidarise ainsi de la huitième législature (mai 2019-mai 2023), déclarant que le Parlement issu de ces élections n'est pas légitime.
En juin 2019, il publie une tribune pour alerter sur le traitement « dégradant » réservé à l'ancien chef de l’État Thomas Boni Yayi, qui a vu sa résidence assiégée par la police pendant deux mois dans un contexte de violence, de dérive autoritaire, de traque politique et d'exil de plusieurs autres opposants. Rappelant qu'il a politiquement combattu Thomas Boni Yayi lors de ses fonctions auprès d'Adrien Houngbédji, il rappelle également que si l'ancien président de la République du Bénin « n'est pas au-dessus des Lois, il n'est pas non plus en dessous. » Il en appelle à « la conscience de ce pays et à l'unité de notre peuple », considérant qu'il s'agit de sauver « la dignité » et « la réputation de notre pays ». Il appelle plus largement le président de la République, « l'élu de la nation, à garantir les libertés constitutionnelles, à préserver ce havre de paix et à travailler, malgré les divergences politiques inéluctables, à la fraternité entre les Béninois. »,
Depuis novembre 2019, il pourfend le système de parrainage à l'élection présidentielle introduit dans la nouvelle Constitution adoptée le 1er novembre de cette même année, y voyant un passage en force, un mécanisme crisogène d'exclusion et une rupture du pacte démocratique. Il dénonce les risques que font selon lui planer le nouveau Code électoral et la Charte des partis politiques, également adoptés en novembre 2019,,,.
Il s'en prend en outre à la réduction du rythme d'extension du réseau diplomatique du Bénin par la fermeture de plusieurs ambassades et consulats, alertant sur l'isolement diplomatique du pays,,.
Adepte du multilatéralisme et de la coopération entre les États, le Professeur Aïvo se présente comme un panafricaniste et un partisan affirmé de l’intégration régionale.

## Depuis 2019
En février 2019, date à laquelle le gouvernement béninois décide de supprimer les élections à l'Université, le Professeur Aïvo est démis de ses fonctions de Doyen de la Faculté de droit et de science politique d'Abomey-Calavi,.
Quelques mois plus tard, il engage un « dialogue itinérant » avec les Béninois afin « de constater sur le terrain la souffrance que traverse le pays, d'écouter les uns et les autres. » Ce « dialogue » l'amène à sillonner l'ensemble du territoire national à la rencontre des différentes couches de la société, notamment celles absentes du débat public,.
À l'été 2019, il affiche son soutien à la Jeune Chambre Internationale (JCI), une organisation de jeunes citoyens qui s'engagent au service du Bénin.
En octobre 2019, à l'occasion de la Journée internationale de la femme rurale, il rend visite aux femmes d'une coopérative rurale du Borgou.
Un mois plus tard, il se rend au cœur de la vallée de l'Ouémé pour visiter plusieurs exploitations agricoles et une ferme biologique. C'est à cette occasion qu'il fait part de sa « résolution » à « concrétiser ce projet de valorisation de la Vallée de l’Ouémé en se donnant, très tôt, les moyens d’être une puissance agricole qui produit, exploite, consomme, transforme et exporte. »
En juin 2020, Frédéric Joël Aïvo rencontre des militants du Parti du Renouveau Démocratique (PRD) à Porto-Novo. Dans la commune de Savè, il rend une visite de courtoisie au roi, rencontre des autorités politiques et administratives de la ville et tient une séance d'échanges avec de jeunes Béninois sur la nécessité d'une mobilisation générale pour la démocratie représentative et inclusive. Quelques jours plus tard, il rencontre à Parakou des militants des Forces Cauris pour un Bénin Émergent (FCBE) pour évoquer la gouvernance de Patrice Talon, la pauvreté, le chômage des jeunes, mais aussi la nécessité de faire émerger une candidature de consensus pour « tous les partis politiques en souffrance » et « œuvrer au retour de la démocratie »,.
En juillet 2020, il rend visite à plusieurs groupes de presse et journalistes, rappelant son attachement à la liberté de la presse et à l'indépendance des médias,.
À la veille de la commémoration des 60 ans de l’indépendance du Bénin du 1er août 2020, Frédéric Joël Aïvo publie un communiqué intitulé « À  un peuple uni, rien ne résiste. » Après un hommage aux héros de la lutte anticoloniale et la mise en évidence de ce qu’il considère être « les nouveaux périls » auxquels est confronté le Bénin, il en appelle à « un sursaut collectif pour sauver notre pays ». Dans cette adresse à la population, il donne rendez-vous aux Béninois pour la célébration du 1er août 2021, s’engageant à ce « qu'aucun Béninois ne manque à l’appel ». Cet appel à la responsabilité et à l’unité, le Professeur le réitère le 1er août même sur le terrain, à Pahou, dans la commune de Ouidah, où il répond à l’invitation de groupements de femmes pour la célébration de la fête de l’indépendance. La situation économique et sociale des Béninoises, l’avenir immédiat du Bénin sont au coeur des discussions.
Le lendemain, le 2 août, le Parti Vert du Bénin et une dizaine d’autres mouvements de jeunes et de femmes appellent lors d’une conférence de presse à la candidature du Professeur à l’élection présidentielle prévue en mars 2021. Ils lui déclarent d’ores et déjà leur soutien.
En avril 2021, Joël Aïvo est placé en garde a vue à la Brigade économique et financière (BEF), Joël Aïvo sera probablement présenté au procureur spécial près de la Cour de répression des infractions économiques et du terrorisme (CRIET). Après avoir été entendu plusieurs heures, la Cour de répression des infractions économiques et du terrorisme l’a mis ensuite en examen pour «atteinte à la sûreté et blanchiment de capitaux »,.
Le 15 novembre 2024, le Groupe de travail sur la détention arbitraire (GTDA) des Nations Unies publie un rapport sur la détention de Joël Aivo, indiquant dans sa conclusion que la privation de liberté de Joël Aivo est arbitraire, et qu'une mesure appropriée serait de le libérer immédiatement et de lui accorder le droit d’obtenir réparation, notamment sous la forme d’une indemnisation, conformément au droit international.

## Sélection de publications
- Le Juge constitutionnel et l’État de droit en Afrique. L’exemple du modèle béninois, Paris, L’Harmattan, 2006, 225 p., préface de Pascal Chaigneau et avant-propos de Jean du Bois de Gaudusson
- Le Président de la République en Afrique noire : genèse, mutations et avenir de la fonction, thèse de droit public, Paris, L’Harmattan, 2007, 642 p., préface de Théodore Holo et postface de Pascal Chaigneau
- La Constitution béninoise du 11 décembre 1990. Un modèle pour l’Afrique ? Mélanges en l’honneur du Professeur Maurice Ahanhanzo-Glèlè, (direction), Paris, L’Harmattan, 2014, 800 p.
- Démocratie en question. Mélanges en l’honneur du Professeur Théodore Holo, (codirection), Toulouse, Presses de l’Université de Toulouse 1 Capitole, 2017, 612 p.
- La Constitution de la République du Bénin. La Constitution de tous les records en Afrique, Cotonou, Les Éditions universitaires, 2018, 202 p.
- Jurisprudence électorale commentée. Les présidentielles de 2016 devant la Cour constitutionnelle du Bénin (direction), Cotonou, Les Éditions Universitaires, 2018, 202 p.
- Enjeux économiques et environnementaux des maîtrises foncières en Afrique, (codirection), Bruxelles, éd. Anthemis, 2019, 245 p.
- L’Amphithéâtre et le Prétoire. Au service des droits de l’homme et de la démocratie. Mélanges en l’honneur du Président Robert Dossou, (codirection), Paris, L’Harmattan, 2020, 1 097 p.